# گلبول چربی
در زیست‌شناسی سلولی انسان، گلبول‌های چربی تکه‌های چربی درون سلولی درون انواع سلول غیر از سلول‌های چربی (سلول‌های چربی) هستند. چربی درون سلولی به شکل کروی توسط غشاهای فسفولیپیدی که آبگریز هستند متصل می شود. این بدان معنی است که گلبول های چربی در آب نامحلول هستند.
به عبارت ساده تر: یک واکوئل یا قطره تری گلیسیرید یا برخی چربی های خون دیگر که در داخل سلول قرار دارد که یک آدیپوسیت (سلول چربی) نیست، برخلاف سلول های چربی در بین سلول های دیگر یک اندام . لیپیدها و هر مشتقات گوارشی لیپیدی به دلیل نامحلول بودن باید به شکل کروی در داخل سلول، خون و فضاهای بافتی منتقل شوند.
گلبول های چربی در دوئودنِوم به قطرات کوچکی توسط نمک های صفراوی در طول هضم غذا امولسیون می شوند و سرعت هضم توسط آنزیم لیپاز در مرحله بعدی هضم را افزایش می دهند. نمک های صفراوی دارای خواص شوینده هستند که به آنها اجازه می دهد تا گلبول های چربی را به قطرات امولسیون کوچکتر و سپس به میسل های کوچکتر تبدیل کنند. این باعث افزایش سطح آنزیم های هیدرولیزکننده لیپید می شود تا روی چربی ها عمل کنند. 
میسل‌ها تقریباً 200 برابر کوچک‌تر از قطرات امولسیون چربی هستند و به آنها اجازه می‌دهد تا انتقال مونوگلیسریدها و اسیدهای چرب را در سطح سلول های جذب کننده روده ، جایی که جذب می‌شوند، تسهیل کنند. 
چربی شیر شکل دیگری از چربی درون سلولی است که در غدد پستانی پستانداران ماده یافت می شود. در این شکل، گلبول‌ها یا قطرات چربی از طریق سنتز فسفاتیدیل کولین  برای تنظیم گلبول‌ها تشکیل می‌شوند.

## همچنین ببینید
- استئاتوز